# Henry Winkler
Pour les articles homonymes, voir Winkler.
Henry Franklin Winkler est un acteur, producteur et réalisateur américain né le 30 octobre 1945 à New York.

## Biographie
Acteur, producteur, réalisateur et auteur, Henry Winkler est devenu célèbre en incarnant Fonzie dans la série culte des années 1970 Happy Days (1974-1984). Il obtient pour son interprétation deux Golden Globes consécutifs du meilleur acteur dans une série ainsi que trois citations à l'Emmy du meilleur acteur dans une série télévisée comique en 1976, 1977 et 1978. Il reçoit également une étoile sur le Hollywood Walk of Fame en 1981.
Il refuse le rôle de Danny Zuko dans Grease (1978), craignant de rester bloqué dans le rôle type du rebelle au blouson noir et à la banane. C'est finalement John Travolta qui est choisi à sa place.
Avec John Rich, il est producteur exécutif de la série MacGyver diffusée entre 1985 et 1992 sur la chaîne ABC.
En 1996, il incarne le principal dans le film d'horreur Scream de Wes Craven, immense succès redonnant un nouveau souffle au genre du slasher.
En 2018, Henry Winkler prend part à la série d'HBO Barry, créée par Alec Berg (en) et Bill Hader. Cette série à l'ambiance humour noir met en scène ce dernier dans le rôle d'un tueur à gages qui devient un acteur de théâtre dans une école gérée par le personnage de Winkler.
Comme pour la série, l'acteur est acclamé pour sa prestation et reçoit notamment trois nominations pour l'Emmy Award du meilleur acteur dans un second rôle dans une série télévisée comique, récompense qu'il obtient en 2018,.
En 2021, il participe à la série d'animation Monstres et Cie : Au travail, dérivé du film Monstres et Cie du studio Pixar sorti en 2001. L'acteur tient le rôle du chef de l'équipe de maintenance de l'usine. La série est reconduite pour une deuxième saison.
En 2022, il fait un caméo dans la peau d'oncle Al / Atom (en) pour les besoins du film Black Adam, œuvre de l'univers cinématographique DC.

### Vie privée
En 1978, il épouse Stacey Weitzman, avec laquelle il a eu trois enfants.
Son fils Max est scénariste et réalisateur.
Henry Winkler est également le cousin de l'acteur Richard Belzer.

## Filmographie

### Acteur

#### Cinéma
- 1974 : Jo le Fou de Carlo Lizzani : Mannie
- 1974 : Les Mains dans les poches de Martin Davidson et Stephen Verona : Butchey Weinstein
- 1977 : Héros (Heroes) de Jeremy Kagan : Jack Dunne
- 1978 : The One and Only de Carl Reiner : Andy Schmidt
- 1982 : Les Croque-morts en folie (Night Shift) de Ron Howard : Chuck Lumley
- 1996 : Scream de Wes Craven : Le principal Himbry
- 1998 : Ground Control de Richard Howard : John Quinn
- 1999 : P.U.N.K.S. de Sean McNamara : Edward Crow
- 1999 : Waterboy de Frank Coraci : Coach Klein
- 2000 : In Love : Ray Connelly
- 2000 : Little Nicky : lui-même
- 2002 : La Morsure du lézard de Andrew Davis : Stanley Yelnats III
- 2004 : Fronterz de Courtney G. Jones
- 2005 : Berkeley (en) de Bobby Roth : Sy
- 2005 : Unbeatable Harold : Fullerton
- 2005 : The kid and I de Penelope Spheeris : Johnny Bernstein
- 2006 : Click : Télécommandez votre vie de Frank Coraci : Ted Newman
- 2007 : A plumm summer de Caroline Zelder : Herb
- 2007 : Trop jeune pour elle : Lui-même
- 2008 : Rien que pour vos cheveux de Dennis Dugan : un client conduit en limousine par Zohan
- 2010 : Group sex (en) : Burton
- 2011 : Running Mates de Thomas Michael : Bob Weatherbee
- 2012 : Prof poids lourd (Here Comes the Boom) de Frank Coraci : Marty
- 2017 : Sandy Wexler : lui-même
- 2020 : Scooby ! (Scoob!) de Tony Cervone : Keith (voix)
- 2021 : The French Dispatch de Wes Anderson : Oncle Joe
- 2022 : Scream de Matt Bettinelli-Olpin et Tyler Gillett : un invité chez Amber (voix, non crédité)
- 2022 : Black Adam de Jaume Collet-Serra : Oncle Al, le premier Atom Smasher (caméo)
- 2025 : Normal de Ben Wheatley : le maire

#### Télévision
- 1974-1984 : Happy Days (série) : Arthur « Fonzie » Fonzarelli (255 épisodes)
- 1979 : An American Christmas Carol (téléfilm)
- 1984 : Monty (en) : Monty Richardson (13 épisodes)
- 1990 : MacGyver : Maître Wilton Newberry (saison 6, épisode 7)
- 1994 : One Christmas de Tony Bill : Dad (téléfilm)
- 1995 : A Child Is Missing : Steven Moore	(téléfilm)
- 1997 : Dad's Week Off (en) : Jack Potter (téléfilm)
- 1997 : Detention: The Siege at Johnson High (en) : Skip Fine(téléfilm)
- 1997 et 1999 : La Loi du colt (en) (Dead Man's Gun) : Leo Sunshine / John Hays et Phineas Newman / Hangman (2 épisodes)
- 1999-2000: The Practice : Dr Henry Olson (3 épisodes)
- 2002 : New York, unité spéciale : Edward Crandall / Edwin Todd (saison 3, épisode 20)
- 2003-2019 : Arrested Development : Barry Zuckerkorn (32 épisodes)
- 2004 : New York 911 : Lester Martin  (3 épisodes)
- 2004 : Preuve à l'appui: Dr Jack Slokum (2 épisodes)
- 2005-2006 : Out of Practice : Stewart Barnes (21 épisodes)
- 2008 : L'Invité de Noël : Oncle Ralph (téléfilm)
- 2008 : Merry Christmas, Drake and Josh : Juge Newman (téléfilm)
- 2008-2009 : Numbers (Numb3rs) : Roger Bloom (3 épisodes)
- 2010-2013 : Hero Factory (en) : le professeur Nathaniel Zib (8 épisodes)
- 2010-2016 : Royal Pains : Eddie R. (25 épisodes)
- 2011-2016 : Childrens Hospital : Dr Sy Mittleman (58 épisodes)
- 2013-2014 : Parks and Recreation : Dr Saperstein (8 épisodes)
- 2014-2016 : Hank Zipzer (en) : Mr Rock (32 épisodes)
- 2015 : BoJack Horseman : lui-même (animation saison 2, épisode 3)
- 2016 : Hank Zipzer's Christmas Catastrophe : Mr Rock (téléfilm)
- 2016 : New Girl : Flip (saison 5, épisode 2)
- depuis 2017 : Puppy Dog Pals (en) : Santa Claus (animation, 6 épisodes - en cours)
- 2018-2023 : Barry : Gene Cousineau (32 épisodes)
- depuis 2021 : Monstres et Cie : Au travail : Fritz (animation, 10 épisodes - en cours)
- depuis 2021 : Les Razmoket (Rugrats) : Boris Kropotkin (animation, 5 épisodes - en cours)
- depuis 2022 : Human Resources (en) : Keith  (animation, 3 épisodes - en cours)
- depuis 2023 : La Légende de Vox Machina : Wilhand Trickfoot (animation, 2 épisodes - en cours)
- 2024 : American Horror Stories : Dr. Eric Nostrum (saison 3, épisode 7)

### Comme réalisateur
- 1986 : Noël dans la montagne magique
- 1988 : Drôles de confidences
- 1992 : Un flic et demi

### Comme producteur
- 1985 : Le Secret de la pyramide
- 1985-1992 : MacGyver (série TV)
- 1997-1999 : La Loi du colt (Dead Man's Gun) (série TV)
- 1999-2001 : Aux frontières de l'étrange (série TV)
- 2016 : MacGyver (série TV)

## Distinctions

### Récompenses
- 34e cérémonie des Golden Globes 1977 : Golden Globe du meilleur acteur dans une série télévisée musicale ou comique pour Happy Days (1974-1984).
- 35e cérémonie des Golden Globes 1978 : Golden Globe du meilleur acteur dans une série télévisée musicale ou comique pour Happy Days (1974-1984).

### Nomination
- Primetime Emmy Awards 1976 : Meilleur acteur dans une série télévisée comique pour Happy Days (1974-1984).
- Primetime Emmy Awards 1977 : Meilleur acteur dans une série télévisée comique pour Happy Days (1974-1984).
- 35e cérémonie des Golden Globes 1978 : Meilleur acteur dans un film dramatique pour Héros (Heroes)  (1977).
- Primetime Emmy Awards 1978 : Meilleur acteur dans une série télévisée comique pour Happy Days (1974-1984).
- Primetime Emmy Awards 1978 : Meilleur magazine ou Spécial d'information pour Who Are the DeBolts? And Where Did They Get Nineteen Kids? (1978).
- 40e cérémonie des Golden Globes 1983 : Meilleur acteur dans un film musical ou une comédie pour Les Croque-morts en folie (Night Shift)  (1982).
- Primetime Emmy Awards 2000 : Meilleur acteur invité dans une série télévisée dramatique pour The Practice  (1999-2000).
- Primetime Emmy Awards 2000 : Meilleur acteur invité dans une série télévisée comique pour Battery Park (2000).
- 70e cérémonie des Primetime Emmy Awards 2018 : Meilleur acteur dans un second rôle dans une série télévisée comique pour Barry (2018-2023).
- 76e cérémonie des Golden Globes 2019 : Meilleur acteur dans un second rôle dans une série, une mini-série ou un téléfilm pour Barry (2018-2023).
- 25e cérémonie des Screen Actors Guild Awards 2019 : Meilleur acteur dans une série comique pour Barry (2018-2023).
- 25e cérémonie des Screen Actors Guild Awards 2019 : Meilleure distribution pour une série comique pour Barry (2018-2023).
- 26e cérémonie des Screen Actors Guild Awards 2020 : Meilleure distribution pour une série comique pour Barry (2018-2023).
- 74e cérémonie des Primetime Emmy Awards 2022 : Meilleur acteur dans un second rôle dans une série télévisée comique pour Barry (2018-2023).
- 75e cérémonie des Primetime Emmy Awards 2023 : Meilleur acteur dans un second rôle dans une série télévisée comique pour Barry (2018-2023).
- 77e cérémonie des Golden Globes 2020 : Meilleur acteur dans un second rôle dans une série, une mini-série ou un téléfilm pour Barry (2018-2023).
- 80e cérémonie des Golden Globes 2023 : Meilleur acteur dans un second rôle dans une série musicale, comique ou dramatique pour Barry (2018-2023).
- 29e cérémonie des Screen Actors Guild Awards 2023 : Meilleure distribution pour une série comique pour Barry (2018-2023).
- 30e cérémonie des Screen Actors Guild Awards 2024 : Meilleure distribution pour une série comique pour Barry (2018-2023)

## Voix francophones
En version française, Henry Winkler est dans un premier temps doublé par Bernard Murat dans Les Mains dans les poches et dans plusieurs épisodes d'Happy Days, ainsi que par Bernard Tiphaine dans Héros et  Guy Chapellier dans Les Croque-morts en folie. Reprenant l'acteur au cours de la série Happy Days, Michel Mella devient par la suite la voix la plus régulière de l'acteur, le retrouvant notamment dans The Practice, Click, Numbers, Royal Pains ou encore Parks and Recreation.
Parallèlement, Hervé Bellon le double dans Scream alors que Pierre Laurent est sa voix dans Waterboy. Mathieu Rivolier le double de 1998 à 2020 dans Tour de contrôle, Arrested Development et New Girl, tandis que Gérard Surugue le double de 2002 à 2020 dans New York, unité spéciale, New York 911, Sandy Wexler et Medical Police. Enfin, Nicolas Marié le double dans Barry.